# 鮑比·德里斯科爾
 鮑比·德里斯科爾（英語：Bobby Driscoll、1937年3月3日—1968年3月30日）是一名美國演員，活躍於1943年至1960年間的電影與電視領域。他主演過華特迪士尼影業當時最知名的幾部真人電影：《南方之歌》（1946年）、《心花朵朵開》（1949年）、《金銀島》（1950年），並出演雷电华电影的《血剪驚魂》（1949年）。他同時是動畫電影《小飛俠》（1953年）主角彼得潘的動畫模特並擔任配音。因在《心花朵朵開》及《血剪驚魂》的表現榮獲奧斯卡青少年獎。
1950年代中期，德里斯科爾的演藝事業開始衰退，逐漸轉向以客串電視選集劇為主。他後來染上毒癮，因非法使用毒品而入獄。出獄後，他轉而投入前衛藝術運動。由於長期濫用藥物導致健康狀況不佳且經濟困窘，他的屍體於1968年3月30日在曼哈頓東村一棟廢棄建築中被發現，當時身份一度無法確認。

## 早年生活
羅伯特·克萊特斯·德里斯科爾出生於美國美國愛荷華州錫達拉皮茲，為家中的獨子，父親克萊特斯（1902年–1970年）從事絕緣材料銷售，母親伊莎貝爾（ Kratz，1904年–1982年）曾是學校教師。德里斯科爾出生後不久，全家遷往得梅因，並一直居住至1943年初。後因父親克萊特斯因工作中處理石綿（石棉）而影響健康，醫師建議搬遷加州，故全家遷至洛杉磯。
德里斯科爾的父母全力支持他成為童星。由於他們的理发师的兒子也是演員，因而幫助鮑比獲得了米高梅電影公司的試鏡機會，出演以家庭劇為主題的《失落的天使》（1943年），該片由瑪格麗特·奧布賴恩主演。五歲的德里斯科爾在片場參觀時，看見一艘佈景船，便好奇地詢問水在哪裡。導演被他的好奇心與聰慧所打動，最終從四十多位應試者中選中了他出演此片。

## 生涯

### 「神童」時期

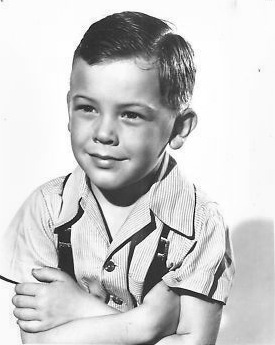
《沙場兄弟》的德里斯科爾，這是他的電影處女作

德里斯科爾最初《失落天使》中的兩分鐘短暫亮相幫助他獲得二十世紀福斯出品的二戰劇情片《沙場兄弟》（1944年）中飾演五兄弟中最小的艾爾·沙利文（Al Sullivan）一角，該片與湯瑪斯·米切爾（Thomas Mitchell）及安妮·巴克斯特（Anne Baxter）合作演出。他後續在《士兵的星期天晚餐》（1944）飾演能倒立吹哨的男孩、《大金礦》（1944）中飾演理查德·阿倫（Richard Arlen）扮演角色的「小弟弟」，以及《我的愛如此》（1946）中飾演年幼的珀西·麥克西姆（Percy Maxim），該片主演包括唐·阿米奇（Don Ameche）和邁娜·洛伊（Myrna Loy）。此外，他還在《身份不明》（1945）、《Miss Susie Slagle's》、《From This Day Forward》及《O.S.S.》（1946年）中擔任小配角。

### 迪士尼時期

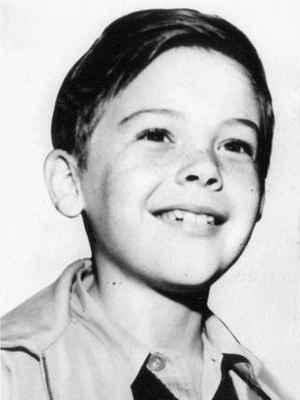
1946年2月的德里斯科爾

德里斯科爾與露娜·派頓是華特迪士尼影業最早簽約的兩位演員。他在《南方之歌》（1946）中擔任主角，該片將真人演出與大量動畫結合，為製片方的電影帶來全新嘗試。這部電影讓德里斯科爾和派頓成為童星，兩人一度被提名為當年奧斯卡獎的最佳童星特別獎，但該年度並未頒發任何青少年獎項。
美國媒體將德里斯科爾與派頓合稱為華特迪士尼的「甜心搭檔」。兩人在1948年與柏爾·艾夫斯（Burl Ives）及比尤拉·邦迪（Beulah Bondi）共同主演《心花朵朵開》，該片原本規劃為迪士尼首部全真人電影，製作緊接在《南方之歌》之後開始
德里斯科爾隨後在雷电华电影的音樂喜劇片《如果你認識蘇西》（1948）中飾演愛迪·堅陀一角的兒子，該片與曾參與《小淘氣俱樂部》（Our Gang）的瑪格麗特·凱瑞合作演出。他與派頓還在迪士尼卡通合輯《蝶舞鶯歌》（1948）中真人演出《佩柯斯·比爾》單元的預告片，與罗伊·罗杰斯及拓荒者之子同台亮相。
德里斯科爾被借調至雷电华电影主演根據康奈爾·伍里奇短篇小說《男孩喊謀殺》（The Boy Cried Murder）改編的電影《血剪驚魂》。當時已收購RKO的霍華德·休斯認為該片不值得發行，且覺得德里斯科爾的演技不佳，因此延後上映。然而該片於1949年5月上映後意外大獲成功。《紐約時報》將電影成功歸功於德里斯科爾的表演：
一名生活在極度恐懼中的男孩所逐漸積聚的恐慌感，被12歲的鮑比·德里斯科爾在《血剪驚魂》中以驚人的真實感表現出來。這部RKO驚悚片強大的衝擊力與震撼效果主要歸功於鮑比的精湛演技，若觀眾對這個關鍵角色的可信度有任何懷疑，整部作品都將失去力量。導演在追求震撼效果時偶爾有些過度……但《血剪驚魂》是鮑比·德里斯科爾的電影，這一點毋庸置疑。
《心花朵朵開》與《血剪驚魂》為德里斯科爾贏得1950年3月頒發的奧斯卡青少年獎，以表彰他作為1949年傑出童星的表現。
德里斯科爾隨後被選中，在華特迪士尼製作的《金銀島》中飾演吉姆·霍金斯，該片改編自羅伯特·路易斯·史蒂文森的同名小說，由英國演員羅伯特·紐頓飾演約翰·西爾弗，是迪士尼影業首部全真人電影。該片在英國拍攝，但在主體拍攝期間，德里斯科爾被發現缺乏有效的英國工作許可，導致其家庭與迪士尼公司遭罰款並被命令離境。他們獲准留在當地六週以便上訴，對此導演拜倫·哈斯金緊急拍攝了所有德里斯科爾的特寫鏡頭，其後利用德里斯科爾的英國替身演員拍攝其餘外景畫面，並待他與父母返回加州後補齊鏡頭。
《金銀島》自上映後於全球大受歡迎，此時期德里斯科爾也有多個新片計畫正在討論，但最終皆未實現。哈斯金在回憶錄中提到，雖然迪士尼對羅伯特·路易斯·史蒂文森的海盜故事有興趣，打算改編為長篇動畫，但也一直計畫讓德里斯科爾飾演馬克·吐溫《湯姆歷險記》筆下的主角湯姆·索亞。他當時正值最適合的年齡，但因該故事的版權問題與曾於1938年製作此作品的好萊塢製片人大卫·O·塞尔兹尼克發生爭議，迪士尼最終只能取消整個計畫。
德里斯科爾原本也預定在《金銀島》之後出演一部與羅伯特·紐頓再度合作的羅賓漢題材作品中飾演羅賓漢，紐頓飾演塔克修士，但由於先前與英國移民局的糾紛，使該計畫無法實現。
德里斯科爾與迪士尼簽訂的第二份長期合約，使他得以被借調至獨立製片公司地平線影業，在1951年的電影《當我長大》中分飾丹尼／喬許·里德（Danny/Josh Reed）兩個角色，此人選是由編劇邁克爾·卡明建議的。除了在1950年迪士尼首部電視聖誕特別節目《One Hour in Wonderland》中短暫客串外，德里斯科爾還為迪士尼動畫短片中的麦斯·高飞配音，包括《Fathers Are People》和《Father's Lion》，分別於1951年與1952年上映。
1952年，德里斯科爾在理查·弗萊徹執導的喜劇片《快樂時光》中飾演羅伯特「比比」·邦納德（Robert "Bibi" Bonnard）。該片改編自塞繆爾·A·泰勒的百老匯同名舞台劇，並與夏爾·布瓦耶、瑪莎·杭特、路易斯·喬丹和庫特·卡茲納共同出演，故事背景設定於1920年代的魁北克，德里斯科爾飾演的角色是家庭族長的少年兒子，也是劇情的核心人物。

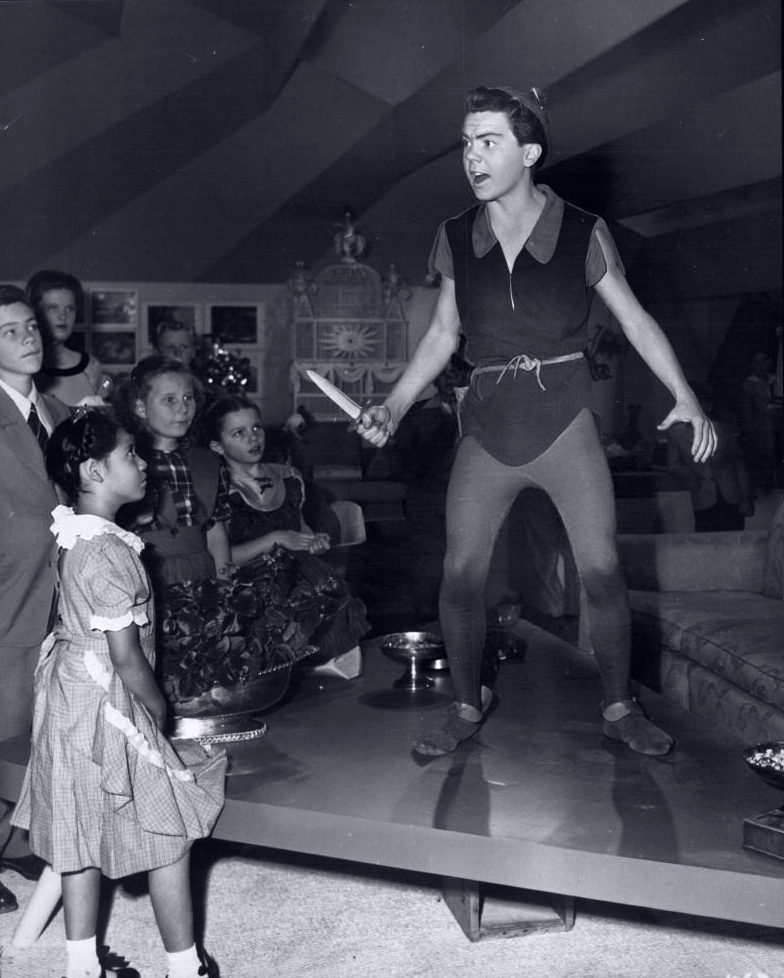
德里斯科爾在《The Walt Disney Christmas Show》中飾演彼得潘

德里斯科爾最後一次重要的成功作品是1953年的《小飛俠》，該片主要製作期介於1949年5月至1951年中。 德里斯科爾與迪士尼旗下的「小英國小姐」凱絲琳·博蒙特共同演出，博蒙特飾演溫蒂·達林；德里斯科爾則為彼得潘提供了參考模型及配音，並由舞者兼編舞羅蘭·杜普里擔任動作參考模型。 拍攝工作幾乎全程在空曠的攝影棚進行，僅使用最基本的道具，為動畫師提供動態參考。
在迪士尼傳記作家馬克·艾略特（Marc Elliot）的描述中，德里斯科爾是製片人最喜愛的「真人童星」：「華特經常深情地形容德里斯科爾是他自己年少時的化身。」 然而，在《彼得潘》完成後的專案會議上，迪士尼表示他認為德里斯科爾今後更適合出演惡霸角色，而非討人喜歡的主角。儘管德里斯科爾在迪士尼的薪資已提升至每週1750美元，
自1952年起，德里斯科爾的工作機會已寥寥無幾。1953年3月，德里斯科爾與迪士尼額外延長的兩年合約（原應持續至1956年）被取消，並在《小飛俠》上映幾週後結束合作。隨著青春期來臨，德里斯科爾出現嚴重的青春痘問題，這使德其在多部電視節目中不得不以厚重妝容上鏡，官方給出的解約理由亦正是這一原因。

### 廣播與電視
德里斯科爾在好萊塢其他片廠遭遇日益冷淡的態度，仍被視為「迪士尼的童星」。 因此，他難以獲得嚴肅角色的電影演出機會。自1953年起至之後約三年，他的大部分工作皆為電視演出，包括出演多部選集劇和戲劇系列，如《Fireside Theater》、《Schlitz Playhouse of Stars》、《Front Row Center》、《Navy Log》、《TV Reader's Digest》、《高潮!》、《Ford Theatre》、《Studio One》、《Dragnet》、《Medic》及《迪克·鮑威爾的柴恩格雷劇院》。在另一部名為《Men of Annapolis》的劇集中，他與約翰·史密斯同台演出，而後者正是德里斯科爾《南方之歌》共同主演露娜·派頓的第二任丈夫。在一些以明星為主軸的特別節目中，德里斯科爾也曾與洛麗泰·楊、格洛麗亞·斯旺森和珍·惠曼合作演出。
1948年至1957年間，他亦參與多部廣播劇演出，其中包括1951年1月的《金銀島》特別廣播版以及1953年12月的《小飛俠》廣播版。按照當時的業界慣例，德里斯科爾與盧安娜·派頓亦會參加宣傳性質的廣播節目（自1946年底開始為《南方之歌》宣傳），並多年來在全美各地的遊行和慈善活動中巡迴亮相。
1947年，他在國會唱片錄製了一個特別版本的歌曲〈心花朵朵開〉。1954年，他憑藉在電視與廣播領域的工作，在全國性民意調查中當選並獲得「Milky Way金星獎」。

### 離開迪士尼後
離開迪士尼後，德里斯科爾的父母將他從專為童星設立的好萊塢專業學校退學，改送入西洛杉磯的公立洛杉磯大學高中就讀。然而，他的成績大幅下滑，還因過去的電影生涯而遭到同儕的嘲笑，並開始接觸毒品。 他後來曾表示：「其他孩子不接納我，總把我當成局外人。我拼命想融入他們的圈，卻屢屢遭到排斥。每當被拒絕我便反擊，變得好鬥又自大，心裡卻一直都很害怕。」 在他的要求下，父母於隔年讓他返回好萊塢專業學校，並於1955年5月順利畢業。
他的吸毒情況進一步惡化；多年後他在接受訪問時表示：「我17歲時首次嘗試這種東西，很快便開始使用任何能取得的毒品……大多是海洛因，因為我有錢買得起。」 1956年，他首次因持有大麻被捕，但指控後來被撤銷。 同年7月24日，赫達·霍珀在《洛杉磯時報》撰文表示：「這可能會讓這位優秀的年輕人和出色演員失去事業。」
1957年，他僅接到兩個電視演出角色，分別是在長壽犯罪劇《M小隊》中飾演罪犯移民的忠誠兄弟，以及在二戰紀實劇集《The Silent Service》的一集中飾演S-38潛艇上的軍官。
1956年12月，德里斯科爾與交往多年的女友瑪麗蓮·簡·拉許（Marilyn Jean Rush，姓名偶爾被誤寫為“Brush”）私奔至墨西哥結婚，儘管雙方父母均持反對意見。兩人之後於1957年3月在洛杉磯再次舉行婚禮。夫妻倆育有兩個女兒和一個兒子，但婚姻未能維持，他們於1960年分居後離婚。由於毒癮問題，德里斯科爾此後再也沒有與三個孩子往來。

### 後期角色
德里斯科爾開始使用羅伯特·德里斯科爾（Robert Driscoll）的名字，以擺脫鮑比（Bobby）這一少年時期的形象（自1951年起，他的親友多稱呼他為Bob，並且在《Schlitz Playhouse of Stars》1952年的“Early Space Conquerors”篇章中已以“Bob Driscoll”名義被列入片尾名單）。他最終獲得兩個電影角色：在《猩紅外套》（1955）中與柯纳·王尔德合作，以及在《派對闖入者》（1958）中與馬克·達蒙、康妮·史蒂文斯及法蘭西絲·法默對戲。他因在洗女友汽車時遭兩名起鬨者辱罵而用手槍打了其中一人，被控以妨碍治安罪及持致命武器攻擊罪，但指控最終被撤銷。
他最後已知的電視演出是在兩部單季影集裡飾演小角色，分別是聯播選集劇《郵報精選》（改編自《星期六晚郵報》雜誌發表的短篇故事）以及失敗的犯罪劇《布拉納根兄弟》，該劇由史蒂芬·鄧恩和馬克·羅伯茲主演。這兩集均於1960年11月5日首播。
1961年底，德里斯科爾因吸毒成癮被判刑，送入位於加州奇諾的加州男子監獄下屬的毒癮戒治中心服刑。1962年初出獄後，他無法再找到演藝工作，心中充滿怨懟。他曾表示：「我發現回憶一點用也沒有。我曾被人捧在銀盤上，如今卻被扔進垃圾堆裡。」

### 紐約時期
1965年，假釋期結束一年後，德里斯科爾搬到紐約，希望能在百老匯舞台上重振演藝事業，但最終未能成功。 他隨後成為安迪·沃荷位於格林尼治村的藝術社群「工廠」的一員， 並開始專注於藝術創作。
早在1956年，他在洛杉磯加入藝術家華萊士·柏曼的藝術圈（現亦稱「Semina Culture」）時，便受到鼓勵從事藝術創作。他的一些作品被認為具有傑出水準， 他留下的部分拼貼作品及紙板郵件藝術品曾於洛杉磯的聖塔莫尼卡藝術博物館短期（今洛杉磯當代藝術學院展出。
1965年，在「工廠」早期時期，德里斯科爾出演了他最後已知的電影作品，及實驗電影人皮耶羅·海里瑟的地下電影《泥土》。

## 逝世
1968年3月30日，兩名男孩在紐約市東村第十街東371號的一棟廢棄公寓內遊玩時，發現德里斯科爾的屍體倒臥在一張簡易床上，旁邊散落著兩個空啤酒瓶和宗教小冊子。法醫檢驗結果顯示，他死於因長期吸毒引起的嚴重动脉粥样硬化導致的心力衰竭。 屍體上沒有任何身份證明文件，警方將照片拿到附近詢問也無人認出。他的遺體最終被埋葬在紐約市哈特島的無名貧民公墓中。
1969年底，德里斯科爾的母親試圖透過迪士尼影業尋找他，希望讓他與病危的父親重聚。纽约市警察局比對指紋後，才確認他已經身亡並下葬於哈特島。雖然他的名字刻在父親位於加州歐申賽德永恆山陵公墓（Eternal Hills Memorial Park）的墓碑上，但遺骸仍長眠於哈特島。

## 榮譽
1950年，德里斯科爾在第22届奥斯卡金像奖頒獎典禮上，獲頒美国电影艺术与科学学院特別設立的奥斯卡青少年奖，以表彰他在1949年上映的《心花朵朵開》和《血剪驚魂》中展現的傑出表演。
1954年，他因在電視與廣播節目上的表現，獲得「Milky Way金星獎」。為表彰他對電影產業的貢獻，德里斯科爾於1960年在好萊塢星光大道獲得一顆星，地址位於藤街1560號。

## 致敬
2009年2月，創作歌手班傑·費瑞發行了概念專輯《Come Back to the Five and Dime Bobby Dee Bobby Dee》，部分靈感來自德里斯科爾的人生經歷。
2011年9月，美國創作歌手湯姆·羅素於專輯《Mesabi》中發表歌曲〈Farewell Never Neverland〉，作為寫給飾演彼得潘的鮑比·德里斯科爾的輓歌。

## 出演作品

### 電影及電視劇
| 年份   | 標題                                | 角色                            | 備註                                                                   |
| ------ | ----------------------------------- | ------------------------------- | ---------------------------------------------------------------------- |
| 1943年 | 《失落天使》                        | Bobby, Boy on Train with Sucker | 未署名                                                                 |
| 1944年 | 《沙利文兄弟》                      | Al Sullivan as a child          | 未署名                                                                 |
| 1944年 | 《士兵的星期天晚餐》                | Jeep Osborne                    |                                                                        |
| 1944年 | 《大金礦》                          | Spud Kilton                     |                                                                        |
| 1945年 | 《身份不明》                        | Toddy Loring                    |                                                                        |
| 1946年 | 《蘇西·斯萊格小姐》                 | Boy with Wounded Dog            | 未署名                                                                 |
| 1946年 | 《從今以後》                        | Billy Beesley                   |                                                                        |
| 1946年 | 《我的愛如此》                      | Percy Maxim                     | Alternative title: A Genius in the Family                              |
| 1946年 | 《O.S.S.》                          | Gerard                          |                                                                        |
| 1946年 | 《三個聰明的傻瓜》                  | Pixie                           | 未署名                                                                 |
| 1946年 | 《南方之歌》                        | Johnny                          |                                                                        |
| 1948年 | 《如果你認識蘇西》                  | Junior                          | 未署名                                                                 |
| 1948年 | 《蝶舞鶯歌》                        | 他自己                          |                                                                        |
| 1949年 | 《心花朵朵開上人》                  | Jeremiah Kincaid                | 1949年[奥斯卡青少年奖]]得主                                            |
| 1949年 | 《血剪驚魂》                        | Tommy Woodry                    | 1949年[奥斯卡青少年奖]]得主                                            |
| 1950年 | 《金銀島》                          | 吉姆·霍金斯                     |                                                                        |
| 1951年 | 《當我長大》                        | Josh / Danny Reed               |                                                                        |
| 1951年 | 《豪華電視劇院》                    | Billy Crandall                  | 集數: "Tin Badge"                                                      |
| 1952年 | 《爸爸的獅子》                      | 麦斯·高飞                       | 配音                                                                   |
| 1952年 | 《人細鬼大》                        | Robert "Bibi" Bonnard           |                                                                        |
| 1953年 | 《小飛俠》                          | 彼得潘                          | 配音與特寫模特                                                         |
| 1954年 | 《羅蕾塔·楊秀》                     | Jim                             | 集數: "Big Jim"                                                        |
| 1955   | 《緋紅戰袍》                        | Ben Potter                      |                                                                        |
| 1956年 | 《十字軍》                          | Josef                           | 集數: "Fear"                                                           |
| 1956年 | 《高潮！》                          | Gary                            | 集數: "The Secret of River Lane"                                       |
| 1957年 | 《無聲的服務》                      | Fletcher                        | 集數: "S01, E15, The Ordeal of the S-38"                               |
| 1958年 | 《邊疆正義》                        | Trumpeter Jones                 | 集數: "Death Watch"                                                    |
| 1958年 | 《派對破壞者》                      | Josh Bickford                   |                                                                        |
| 1958年 | 《百萬富翁》                        | Lew Conover                     | 集數: "The Norman Conover Story"                                       |
| 1959年 | 《v》                               | Mike Hardesty                   | 集數: "Blind Alley"                                                    |
| 1959年 | 《皮鞭奇俠》                        | Will Mason                      | 集數: "Incident of Fear in the Streets"                                |
| 1960年 | 《布蘭納根兄弟》                    | Johnny                          | 集數: "The Twisted Root"                                               |
| 1960年 | 《原野奇俠》                        | Billy Chance                    | 第三季第九集 "Incident of the Captive"                                 |
| 1965年 | 《泥土》                            | A Nun                           | 由安迪·沃荷製作，（最後一個電影角色）                                  |
| 2023年 | 《從前有間工作室－迪士尼繪夢100年》 | 彼得潘                          | 檔案錄音；死後發行；彼得潘的新對白由李·斯洛博特金（Lee Slobotkin）提供 |

### 舞台劇
| 年份   | 演出名稱       | 角色           | 日期                              |
| ------ | -------------- | -------------- | --------------------------------- |
| 1954年 | 《推車男孩》   | 男孩           | 1954年2月                         |
| 1954年 | 《啊，荒野！》 | Richard Miller | 1954年8月（帕薩迪娜劇院）         |
| 1957年 | 《夏日少女》   | 不詳           | 1957年5月（Players Ring Theatre） |

### 廣播節目
（此列表不一定完整，顯示所有可查證的節目）
| 年份   | 節目                                                                               | 角色                                                                        | 日期／備註               |
| ------ | ---------------------------------------------------------------------------------- | --------------------------------------------------------------------------- | ------------------------ |
| 1946年 | 《南方之歌》 – 宣傳訪談                                                            | 鮑比·德里斯科爾、露娜·派頓，由約翰尼·默瑟主持                               | 1946年末播出             |
| 1946年 | 《南方之歌》 – 宣傳訪談                                                            | 鮑比·德里斯科爾、露娜·派頓、華特·迪士尼與詹姆斯·巴斯克特，由約翰尼·默瑟主持 | 1946年末播出             |
| 1946年 | 《The Dennis Day Show (aka A Day in the Life of Dennis Day)》 – "為國王歌唱的男孩" | Cecil（一位小聖誕頌歌唱者）                                                 | 12月25日播出             |
| 1948年 | 《家庭劇院》 – "As the Twig is Bent"                                               |                                                                             | 1948年2月播出            |
| 1948年 | 《家庭劇院》 – "The Future is Yours"                                               |                                                                             | 2月19日播出              |
| 1948年 | 《家庭劇院》 – "Jamie and the Promise"                                             |                                                                             | 8月19日播出              |
| 1948年 | 《家庭劇院》 – "A Daddy for Christmas"                                             |                                                                             | 12月15日播出             |
| 1950年 | 《家庭劇院》 – "Mahoney's Lucky Day"                                               |                                                                             | 4月19日播出 – 由本人主持 |
| 1950年 | 《霍爾馬克劇院》 – "Knee Pants"                                                    |                                                                             | 6月25日播出              |
| 1950年 | 《Movietown Radio Theater》 – "The Throwback"                                      |                                                                             | 7月6日播出               |
| 1951年 | 《Lux廣播電臺》 – "金銀島"                                                         | Jim Hawkins                                                                 | 1月29日播出              |
| 1951年 | 《美國大遊行》 – "The Day They Gave Babies Away"                                   |                                                                             | 12月25日播出             |
| 1953年 | 《Family Theater》 – "John Dennis的求愛"                                           |                                                                             | 4月8日播出               |
| 1953年 | 《Lux Radio Theater》 – "彼得潘"                                                   | Peter Pan                                                                   | 12月10日播出             |
| 1955年 | 《Family Theater》 – "刑罰"                                                        |                                                                             | 10月12日播出             |
| 1956年 | 《Family Theatre》 – "公平交換"                                                    |                                                                             | 9月19日播出              |
| 1957年 | 《Family Theatre》 – "黑暗中的一槍"                                                |                                                                             | 8月7日播出               |

## 錄音
| 年份    | 作品                          | 角色             | 其他備註                                                          |
| ------- | ----------------------------- | ---------------- | ----------------------------------------------------------------- |
| 1946/47 | 《心花朵朵開上人》            | Jeremiah Kincaid | Capitol Records (CDF 3000) – 由約翰·貝爾旁白                      |
| 1950    | 《金銀島》                    | Jim Hawkins      | RCA Victor (Y-416) – 由鮑比·德里斯科爾旁白                        |
| 1953    | 《華特·迪士尼的小飛俠彼得潘》 | Peter Pan        | RCA Victor (Y-486)                                                |
| 1964    | 《金銀島》                    | Jim Hawkins      | 華特迪士尼唱片 (DQ-1251) – 原電影配樂簡縮版 – 由達拉斯·麥肯儂旁白 |

### 書籍
- Byron Haskin – interviewed by Joe Adamson, The Directors Guild Of America and The Scarecrow Press, Inc. Metuchen, N.Y. and London, 1984 ISBN 0-8108-1740-3 – pages 166–186 (on Treasure Island, 1950)
- Natasha Fraser-Cavassoni, Sam Spiegel – The Incredible Life and Times of Hollywood's Most Iconoclastic Producer [...], 2003 Simon & Schuster, New York, London, Toronto, Sydney, Singapore, ISBN 0-684-83619-X – pages 119–20, 134, 143, 267, 361 (on When I Grow Up,1951)
- Richard Fleischer, Just Tell Me When To Cry – a Memoir, 1993 Carroll & Graf Publishers, Inc., New York ISBN 0-88184-944-8 – pages 79–83, 103 (on The Happy Time, 1952)
- Suzanne Gargiulo, Hans Conried – A Biography; with a Filmography and a Listing of Radio, Television, Stage and Voice Work, McFarland & Company Inc., Jefferson, North Carolina, 2002 – pages 78–79 (on Peter Pan, 1953)
- Michael Duncan and Christine McKenna, Semina Culture – Wallace Berman & His Circle, Santa Monica Museum Of Art, 2005 (on Driscoll's Artworks)
- Marc Elliot, Walt Disney – Hollywood's Dark Prince – A Biography, 1993, 1994, Andre Deutsch (publisher) Ltd., First (UK) Paperback edition, London, 1995, ISBN 0-233-98961-7
- Rudy Behlmer, Memo from David O. Selznick, The Viking Press, New York and Macmillan Company of Canada Ltd., 1972, ISBN unknown – pages 43n, 310, 431
- Maltin, Leonard. The Disney Films. Crown Publishers Inc., New York, 1973. LOC No. 72-84292. ISBN unknown – pages 74, 76, 78, 83–85, 87–88, 97–100, 107
- Mosley, Leonard. The Real Walt Disney. Grafton Books, 1986. ISBN 0-246-12439-3.
- Smith, David; Clark, Steven. . Glendale, CA: Disney Editions. 1999. ISBN 978-0786864423.
- Zanuck, Darryl F. and Rudy Behlmer, editor. Memo from Darryl F. Zanuck: The Golden Years at Twentieth Century-Fox. (1995) ISBN 0-8021-3332-0.
- Holmstrom, John. The Moving Picture Boy: An International Encyclopaedia from 1895 to 1995, Norwich, Michael Russell, 1996, pages 202–203.
- David Dye, Child and Youth Actors: Filmography of Their Entire Careers, 1914–1985. Jefferson, NC: McFarland & Co., 1988, pages 62–64.
- Best, Marc. Those Endearing Young Charms: Child Performers of the Screen, South Brunswick and New York: Barnes & Co., 1971, pages 80–84.

## 外部連結
- 鮑比·德里斯科爾在互联网电影资料库（IMDb）上的資料（英文）